# 石佛口摩崖造像
石佛口摩崖造像，位于中国河北省承德市石佛口，为承德市隆化县的一个省级文物保护单位，类型为摩崖造像，公布时间为1993年7月15日。
石佛口摩崖造像的历史年代为金、元。